# Те-Бьютс
Те-Бьютс (англ. The Buttes) — невключённая территория, расположенная в округе Олбани (штат Вайоминг, США) с населением в 31 человек по статистическим данным переписи 2000 года.

## География
По данным Бюро переписи населения США, невключённая территория Те-Бьютс имеет общую площадь в 10,36 квадратных километров, водных ресурсов в черте населённого пункта не имеется.
Невключённая территория Те-Бьютс расположена на высоте 2257 метров над уровнем моря.

## Демография
По данным переписи населения 2000 года, в Те-Бьютс проживало 31 человек, 13 семей, насчитывалось 14 домашних хозяйств и 14 жилых домов. Средняя плотность населения составляла около 3,0 человек на один квадратный километр. Расовый состав Те-Бьютс по данным переписи был исключительно белым.
Из 14 домашних хозяйств в 14,3 % — воспитывали детей в возрасте до 18 лет, 92,9 % представляли собой совместно проживающие супружеские пары, в семей женщины проживали без мужей, 7,1 % не имели семей. 7,1 % от общего числа семей на момент переписи жили самостоятельно, при этом среди жителей в возрасте 65 лет отсутствовали одиночки. Средний размер домашнего хозяйства составил 2,21 человек, а средний размер семьи — 2,31 человек.
Средний доход на одно домашнее хозяйство в невключённой территории составил 63 750 долларов США, а средний доход на одну семью — 63 750 долларов. При этом мужчины имели средний доход в 46 250 долларов США в год против 18 750 долларов среднегодового дохода у женщин. Доход на душу населения в невключённой территории составил 16 154 доллара в год. Все семьи Те-Бьютс имели доход, превышающий уровень бедности.